# Гавриловка (Днепропетровская область)
Гаври́ловка (укр. Гаврилівка) — село,
Гавриловский сельский совет,
Покровский район,
Днепропетровская область,
Украина.
Код КОАТУУ — 1224285601. Население по переписи 2001 года составляло 2027 человек.
Является административным центром Гавриловского сельского совета, в который, кроме того, входит село
Подгавриловка.

## Географическое положение
Село Гавриловка находится на берегу реки Каменка в месте впадения в неё реки Берестовая,
ниже по течению примыкает село Подгавриловка.
Через село проходят автомобильные дороги Н-15 и Т-0427. На расстоянии в 13 км. находится ж/д станция Просяная. Районный центр Покровское, находится в 28 км.

## Происхождение названия
Село Гавриловка получило своё название в честь основателя, козака Гавриила Блакитного. На территории Украины находятся также 11 населённых пунктов с названием Гавриловка.

## История
- 1694 — дата основания.

## Экономика
- ООО «Зоря».

## Объекты социальной сферы
- Школа.
- Детский сад.
- Амбулатория.
- Дом культуры.

## Достопримечательности
- Братская могила советских воинов.
- Пограничный столб

## Известные уроженцы
- Тарасенко, Борис Николаевич (1933—1992) — украинский советский киновед, сценарист.